# Am Bokemahle 8

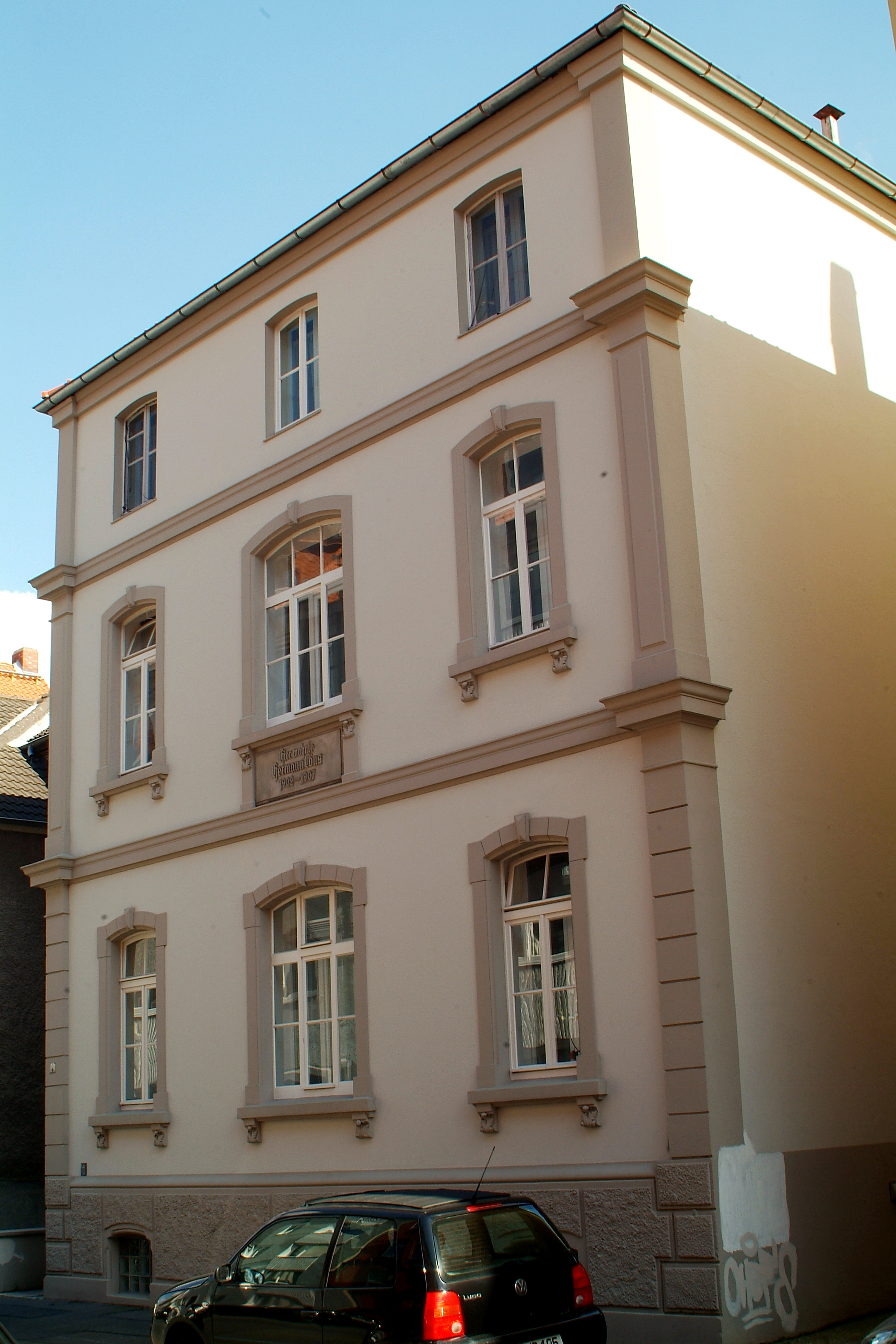
Das bis 1874 für Gustav Hausmann erbaute Wohnhaus Am Bokemahle 8 in der Südstadt von Hannover

Das Haus Am Bokemahle 8 in der Südstadt von Hannover ist ein ehemaliger Wohnsitz des Dichters Hermann Löns.

## Geschichte
Das Haus unter der heutigen Adresse Am Bokemahle 8 als ehemaliger Wohnsitz von Hermann Löns hatte zu Löns Zeiten die Hausnummer 10a.
Im 19. Jahrhundert war laut dem Adreßbuch, Stadt- und Geschäftshandbuch der Königlichen Residenzstadt Hannover und der Stadt Linden für 1873 das Grundstück unter der Adresse Am Bokemahle 10a gerade im Bau begriffen und, von der Straße Große Barlinge aus gesehen, das dritte Gebäude auf der rechten Straßenseite. Doch noch zur Gründerzeit des Deutschen Kaiserreichs wurde das Gebäude im Folgejahr 1874 als Eigentum des Kunstmalers Gustav Hausmann ausgewiesen, der im selben Jahr bereits an die Mietparteien Hahne, Witwe Kuhrt, Ingenieur Miehe und die Witwe des Kaufmanns Miehe vermietet hatte. Zeitweiliger Nachbar Hausmanns war der Maler und Radierer Gustav Koken, der im Nachbargebäude Am Bokemahle 9 sein Atelier betrieb.
Hausmann lebte bis zu seinem Tod im Jahr 1899 in der von ihm erworbenen Immobilie, wo er schwerpunktmäßig Gebirgslandschaften wie beispielsweise den Harz malte. Eine seiner beiden Töchter, die 1871 geborene Luise Dorette Karoline, genannt Lisa, heiratete später Hermann Löns.

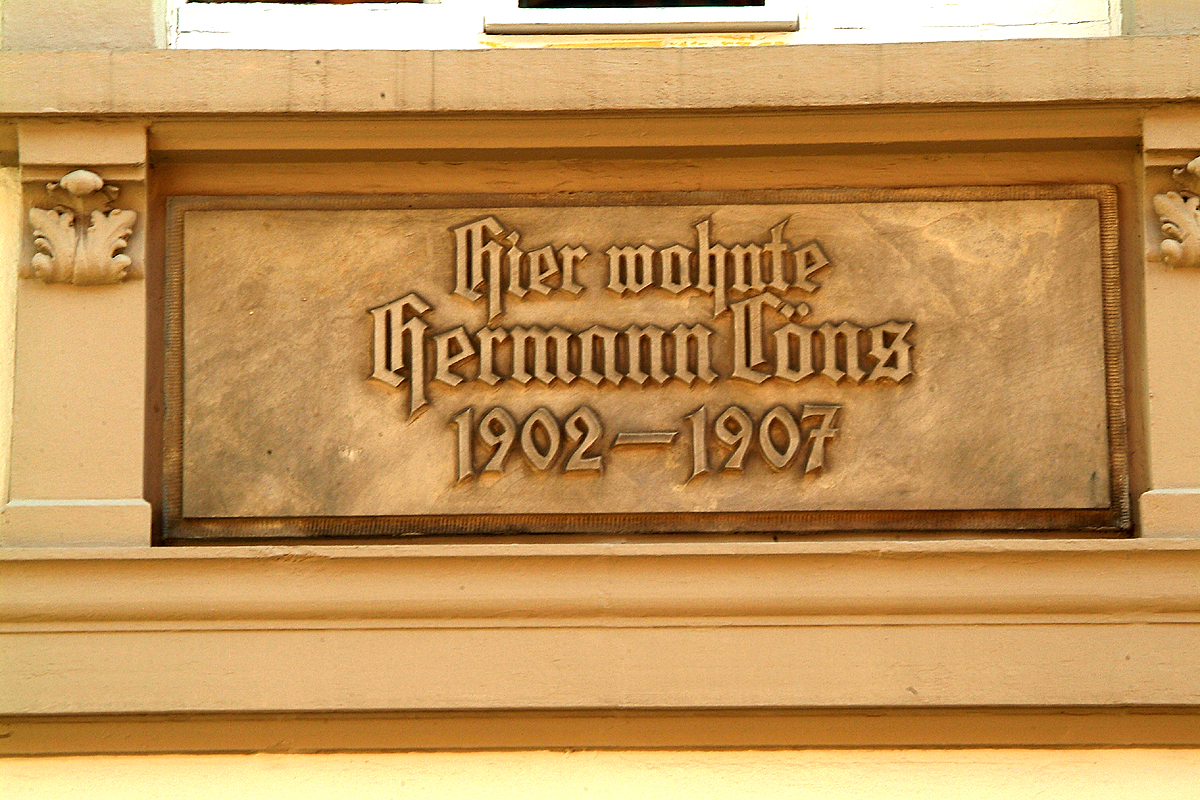
Inschrift „Hier wohnte Hermann Löns 1902–1907“

Nach dem Tode Hausmanns wohnte dessen Schwiegersohn Hermann Löns in den Jahren von 1902 bis 1907 in dem Haus unter der heutigen Hausnummer 8. Laut einer noch Ende der 1960er Jahre dort installierten älteren Gedenktafel war Löns „damals Redakteur bei einer hannoverschen Tageszeitung“. Tatsächlich war er Mitherausgeber der 1903 gegründeten und nur bis 1904 erschienenen Hannoverschen Allgemeinen Zeitung und wirkte von 1904 (bis 1908) beim Hannoverschen Tageblatt.